# Xia dao Gao Fei
Xia dao Gao Fei (chiń. 俠盜高飛) – hongkoński film akcji w reżyserii Ringo Lama, którego premiera odbyła się 23 lipca 1992 roku.
Film zarobił 16 793 011 dolarów hongkońskich.

## Obsada
Źródło: Filmweb

- Chow Yun Fat – Jeff
- Chris Lee – Chung
- Victor Hon – Kau
- Chi-Leung Chan – Deano
- Bonnie Fu – Virgin
- Anthony Wong – Sam
- Ann Bridgewater – Mona
- Simon Yam – sędzia
- Yin Nam